# نصر الدين أكلي
نصر الدين أكلي  (1953الجزائر) هو لاعب كرة قدم جزائري.